# Peppino Corrias
Giuseppe Corrias, detto Peppino (Nuoro, 16 marzo 1929 – Nuoro, 19 novembre 2005), è stato un politico italiano.

## Biografia
Lavorò a Nuoro per il Consorzio agrario provinciale. Politicamente proveniente da Azione Cattolica, ha poi militato nella Democrazia Cristiana, ricoprendo per molti anni la carica di consigliere comunale. Fu assessore alle finanze nella giunta presieduta dal sindaco Gonario Gianoglio e venne poi eletto sindaco di Nuoro nel 1969, rimanendo in carica fino al 1975.
Fu anche membro del consiglio direttivo della Biblioteca comunale Sebastiano Satta e presidente dell'Istituto etnografico nuorese.